# Maria van der Hoeven
Maria Josephina Arnoldina van der Hoeven (ur. 13 września 1949 w Meerssen) – holenderska polityk, nauczycielka i samorządowiec, parlamentarzystka, działaczka Apelu Chrześcijańsko-Demokratycznego (CDA), minister edukacji, kultury i nauki (2002–2007), minister gospodarki (2007–2010), dyrektor wykonawczy Międzynarodowej Agencji Energetycznej (2011–2015).

## Życiorys
W 1969 ukończyła szkolenie zawodowe dla nauczycieli szkół podstawowych w Maastricht, następnie uzyskała certyfikat nauczyciela języka angielskiego w szkołach średnich. Pracowała jako nauczycielka, w latach 70. była dyrektorką szkoły ekonomicznej. Kierowała centrum edukacji dorosłych w Maastricht (1980–1987) i centrum technologicznym w Limburgii (1987–1991).
Zaangażowała się w działalność polityczną w ramach Apelu Chrześcijańsko-Demokratycznego. W latach 1974–1991 zasiadała w radzie miejskiej w Maastricht. Następnie objęła mandat posłanki do Tweede Kamer. Uzyskiwała reelekcję w wyborach do niższej izby Stanów Generalnych w 1994, 1998, 2002, 2003 i 2006.
Od lipca 2002 do lutego 2007 sprawowała urząd ministra edukacji, kultury i nauki w trzech rządach Jana Petera Balkenende, następnie do października 2010 była ministrem gospodarki w czwartym gabinecie tego premiera.
1 września 2011 powołana na dyrektora wykonawczego Międzynarodowej Agencji Energetycznej, którą kierowała do 31 sierpnia 2015.
Była zamężna z Lou Buytendijkiem (zm. 2012), u którego zdiagnozowano chorobę Alzheimera. W 2011 Maria van der Hoeven została przewodniczącą rady fundacji zajmującej się osobami z tą chorobą.
Oficer Orderu Oranje-Nassau (2010).